# Cahal Brendan Daly
Cahal Brendan Daly (Loughguile, 1º ottobre 1917 – Belfast, 31 dicembre 2009) è stato un cardinale e arcivescovo cattolico irlandese.

## Biografia
Sacerdote dal 22 giugno 1941, è stato consacrato vescovo il 16 luglio 1967.
Vescovo di Ardagh dal 26 maggio 1967, il 24 agosto 1982 è stato trasferito alla sede di Down e Connor. Il 6 novembre 1990 è stato promosso arcivescovo metropolita di Armagh.
Ha retto l'arcidiocesi ed è stato primate di tutta l'Irlanda fino al 1º ottobre 1996.
Ha presieduto la Conferenza Episcopale Irlandese dal 1990 al 1996.
Papa Giovanni Paolo II lo ha innalzato alla dignità cardinalizia nel concistoro del 28 giugno 1991.
È morto il 31 dicembre 2009 al Belfast City Hospital dopo due ricoveri nell'arco di un mese per complicanze coronariche. È sepolto nel cortile della cattedrale di San Patrizio ad Armagh.

## Genealogia episcopale e successione apostolica
La genealogia episcopale è:
- Cardinale Scipione Rebiba
- Cardinale Giulio Antonio Santori
- Cardinale Girolamo Bernerio, O.P.
- Arcivescovo Galeazzo Sanvitale
- Cardinale Ludovico Ludovisi
- Cardinale Luigi Caetani
- Cardinale Ulderico Carpegna
- Cardinale Paluzzo Paluzzi Altieri degli Albertoni
- Papa Benedetto XIII
- Papa Benedetto XIV
- Papa Clemente XIII
- Cardinale Giovanni Carlo Boschi
- Cardinale Bartolomeo Pacca
- Papa Gregorio XVI
- Cardinale Castruccio Castracane degli Antelminelli
- Cardinale Paul Cullen
- Arcivescovo Joseph Dixon
- Arcivescovo Daniel McGettigan
- Cardinale Michael Logue
- Cardinale Joseph MacRory
- Cardinale John Francis D'Alton
- Cardinale William John Conway
- Cardinale Cahal Brendan Daly

La successione apostolica è:
- Vescovo Patrick Joseph Walsh (1983)
- Vescovo Anthony J. Farquhar (1983)
- Vescovo Gerard Clifford (1991)
- Vescovo James McLoughlin (1993)
- Cardinale Seán Baptist Brady (1995)